# Jos Dupré
Jozef „Jos“ Dupré (* 8. Juli 1928 in Laakdal-Veerle, Provinz Antwerpen; † vor 2. Dezember 2021) war ein belgischer Politiker der Christelijke Volkspartij (CVP).

## Leben
Dupré studierte nach dem Schulbesuch Rechtswissenschaften und schloss das Studium mit einem Doktor der Rechte ab. Nach einer Tätigkeit als Sozialassistent wurde er Direktor des Wirtschaftsrates der Provinz Antwerpen sowie Direktor der Interkommunalen Entwicklungsgesellschaft des Gebietes De Kempen. Am 10. März 1974 wurde er erstmals in die Belgische Abgeordnetenkammer gewählt und vertrat in dieser bis zum 29. Juni 1996 die Interessen der CVP. Daneben war er in der Kommunalpolitik tätig und zwischen 1977 und 1982 erstmals Bürgermeister von Westerlo.
Nachdem er 1988 kurzzeitig Umweltminister in der von Ministerpräsident Gaston Geens geleiteten Regionalregierung von Flandern war, wurde er am 18. Oktober 1988 Staatssekretär für institutionelle Reformen und kleine und mittlere Unternehmen in der achten Regierung von Premierminister Wilfried Martens und dann seit dem 16. Januar 1989 Staatssekretär für institutionelle Reformen, kleine und mittlere Unternehmen und die Neustrukturierung der öffentlichen Arbeiten. Diese Funktion behielt er auch nach der Bildung der neunten Regierung Martens vom 29. September 1991 bis zum 7. März 1992. Daneben war er zwischen 1989 und 1996 zum zweiten Mal Bürgermeister von Westerlo.
Zuletzt wurde er am 12. April 1995 Präsident der Abgeordnetenkammer, übergab dieses Amt jedoch bereits wenige Wochen später am 28. Juni 1995 an Raymond Langendries.
Für seine politischen Verdienste wurde er nicht nur Ritter des Kronenordens, sondern wurde auch Großoffizier des Leopoldsordens.
Er starb Anfang Dezember 2021 im Alter von 93 Jahren.